# (19224) Orosei
(19224) Orosei – planetoida z pasa głównego asteroid okrążająca Słońce w ciągu 3 lat i 139 dni w średniej odległości 2,25 j.a. Została odkryta 15 września 1993 roku w obserwatorium Cima Ekar przez Andrea Boattiniego. Nazwa planetoidy pochodzi od Roberto Orosei (ur. 1968), który brał udział w wielu międzynarodowych projektach związanych z Europejską Agencją Kosmiczną. Przed nadaniem nazwy planetoida nosiła oznaczenie tymczasowe (19224) 1993 RJ3.